# زینت محل
بیگم صاحب زینت محل (۱۷۹۲–۱۷ ژوئیه سال ۱۸۸۶) عملاً ملکه حکومت امپراتوری گورکانی به نیابت شوهرش بهادر شاه دوم ظفر بود. او همسر مورد علاقه شاه بود.

## زندگی‌نامه
زینت محل با بهادر شاه دوم در دهلی نو در ۱۹ نوامبر ۱۸۴۰ ازدواج کرد که حاصل آن یک پسر به اسم میرزا جوان بخت بود.
او تا حد زیادی امپراتور را تحت تأثیر قرار می‌داد، پس از مرگ ولیعهد میرزا دارا بخت او شروع به شناساندن پسرش، میرزا جوان بخت به عنوان وارث تاج و تخت در مقابل پسر ارشد شاه میرزا فتح الملک بهادر کرد. اما با توجه به سیاست حق اولویت نخستین فرزند که سیاست انگلیسی‌ها بود، این امر شدنی نبود. او به خاطر مسموم شدن مقیم انگلیسی در دهلی نو، توماس متکالف، در سال ۱۸۵۳ برای دخالت بیش از حد در امور دربار مورد شک قرار گرفت.
او در حویلی (کاخ) خود در لعل کوان در قسمت قدیمی دهلی اقامت داشت.

### شورش سال ۱۸۵۷
در طی شورش ۱۸۵۷ او پسرش را از تماس با شورشیان دور نگه داشت، این امر کوششی در جهت حفظ تاج و تخت برای پسرش بود. با پیروزی بریتانیایی‌ها، دو فرزند دیگر شاه به خاطر حمایت از شورشیان به ضرب گلوله کشته شدند؛ اما پسر او نیز وارث تاج و تخت نشد. در ۱۸۵۹، شوهرش توسط انگلیسی‌ها از حکومت خلع شد و امپراتوری گورکانیان هند به پایان خود رسید و زینت محل و شوهرش به رانگون در برمه تبعید شدند. پس از مرگ شوهرش در سال ۱۸۶۲، بریتانی ادعای تاج و تخت کردن را منع کرد تا حکومتی پادشاهی در هند پایان یابد.

### مرگ
او در ۱۷ ژوئیه سال ۱۸۸۶ در گذشت. او در مقبره همسرش در یانگون در نزدیکی پاگوداشوداگون به خاک سپرده شد. این محل بعدها با عنوان درگاه شاه بهادر ظفر شناخته شد.
نوه او و بهادر شاه دوم نیز در کنار این زن و شوهر به خاک سپرده شد. پس از دهه‌ها مفقود شدن قبر. باقیمانده‌های قبر او در طی یک عملیات مرمتی در سال ۱۹۹۱ کشف شد.

## نگارخانه

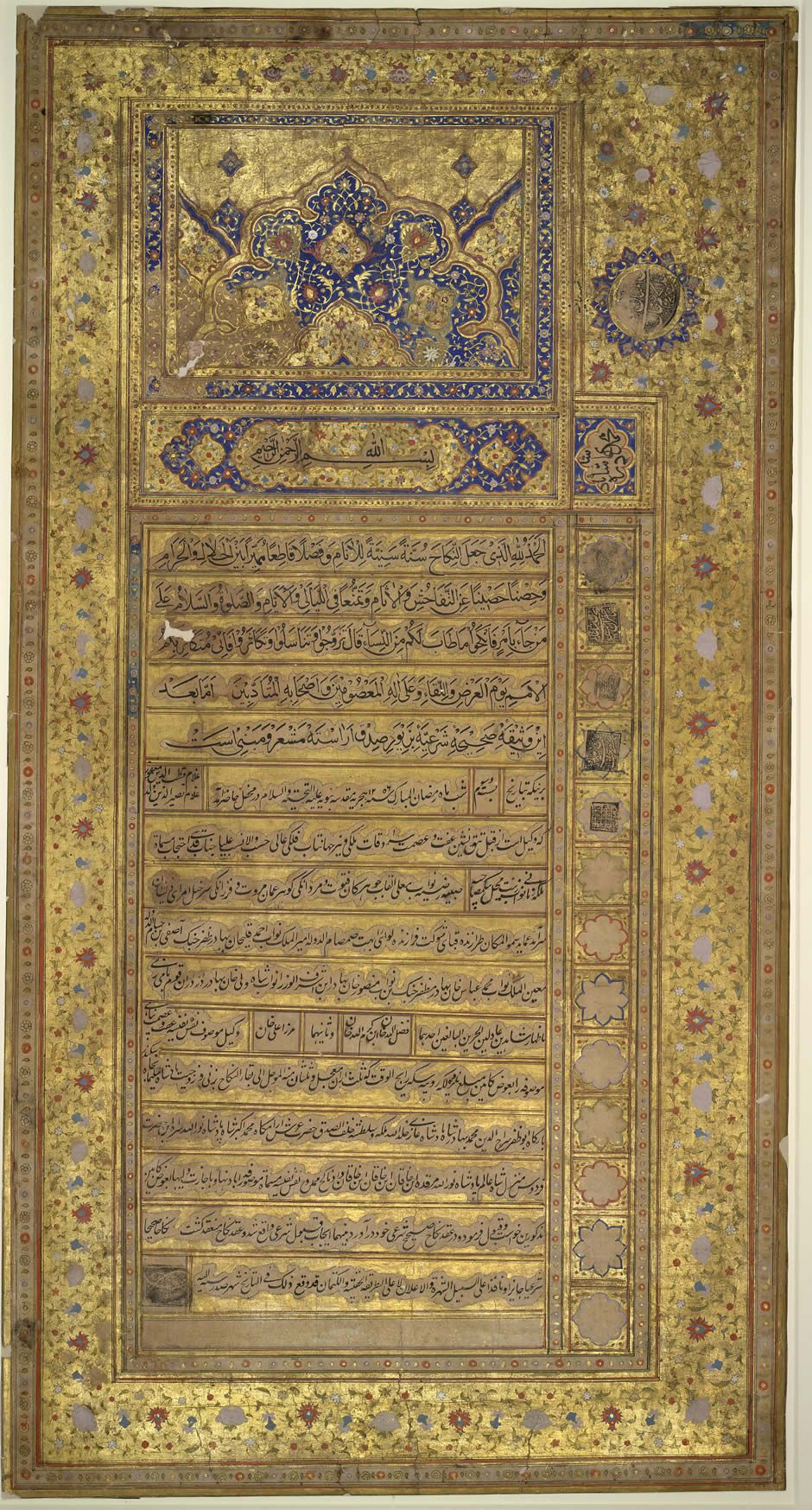
کابین نامه (عقدنامه) بهادرشاه دوم و زینت محل
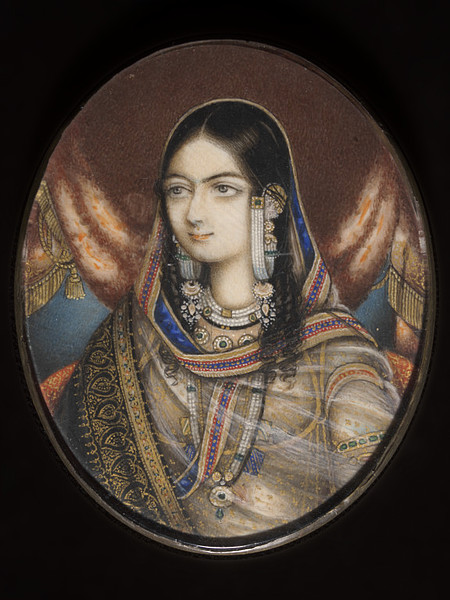
نگاره ای از زینت محل
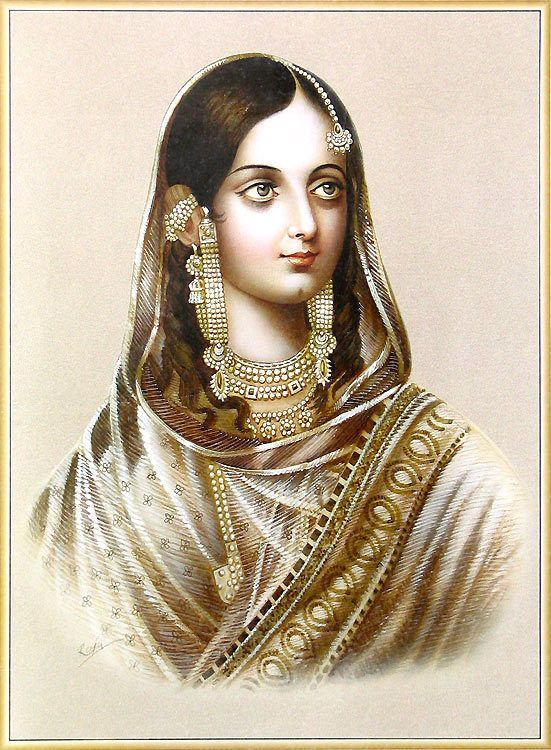
نگاره ای از زینت محل
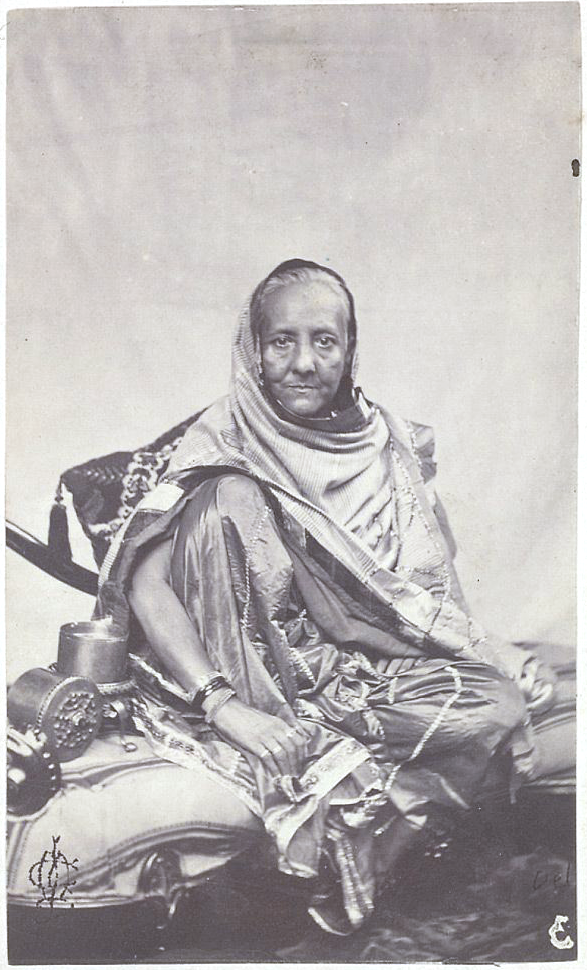
تنها عکس منسوب به زینت محل. احتمالاً تنها عکس به جا مانده از یکی از ملکه‌های گورکانی است.